# Puig Salarsa
El Puig Salarsa és una muntanya de 1.154 metres que es troba al municipi d'Albanyà, a la comarca catalana de l'Alt Empordà.